# UAV Engines AR682
UAV Engines AR682 ist ein Wankelmotor für den Einsatz in unbemannten Flugzeugen (UAV) des britischen Herstellers UAV Engines. Es handelt sich um einen wassergekühlten Zweischeiben-Wankelmotor mit einem besonders günstigen Gewichts/Leistungsverhältnis. Die Läufer werden luftgekühlt. Der Luftstrom durch den Motor wird durch einen Ejektor-Auspuff sichergestellt. Der Motor wurde 1994 gemäß FAR-33 einer 150-stündigen Dauertest unterzogen, der bestanden wurde. Der Motor kann auch mit einem Untersetzungsgetriebe auf Zahnriemenbasis geliefert werden und trägt dann die Bezeichnung UAV Engines AR682R mit einer Motorleistung 89,5 kW bei 8000 min−1
Er wird unter anderem bei der Drohne Galileo Avionica Falco verwendet.

## Technische Daten (AR682)
- Rotoren: 2
- Kammervolumen: 588 cm³
- Leistung: 57 kW bei 6000 min−1
- Gewicht: 51 kg
- Treibstoff: Otto, ab 92 Oktan
- Spezifischer Verbrauch beim Reiseflug: 321 g/kWh
- Länge: 608 mm
- Höhe: 440 mm